# Tony Bancroft
Anthony Paul "Tony" Bancroft (Condado de Orange, 31 de julio de 1967) es un cineasta y animador estadounidense, reconocido por sus frecuentes colaboraciones con Disney. Es el fundador de la compañía de animación Toonacious Family Entertainment y actualmente es el vicepresidente de la compañía DivideNine Animation Studios.

## Filmografía

### Cine y televisión
| Año  | Título                                                         | Notas                     |
| ---- | -------------------------------------------------------------- | ------------------------- |
| 1988 | Mighty Mouse: The New Adventure                                | Coordinador de producción |
| 1990 | Roller Coaster Rabbit                                          | Animador asistente        |
| 1990 | The Rescuers Down Under                                        | Animador asistente        |
| 1991 | Beauty and the Beast                                           | Animador                  |
| 1992 | Off His Rockers                                                | Desarrollador             |
| 1992 | Aladdin                                                        | Animador                  |
| 1993 | Bonkers                                                        | Animador                  |
| 1994 | The Lion King                                                  | Supervisor de animación   |
| 1994 | Disney's Animated Storybook: The Lion King                     | Animador                  |
| 1995 | Pocahontas                                                     | Animador                  |
| 1996 | The Hunchback of Notre Dame                                    | Animador                  |
| 1997 | Hercules                                                       | Animador                  |
| 1998 | Mulan                                                          | Director                  |
| 1999 | Tarzan                                                         | Animador                  |
| 2000 | The Emperor's New Groove                                       | Supervisor de animación   |
| 2002 | Stuart Little 2                                                | Supervisor de animación   |
| 2003 | Lenny & Sid                                                    | Creador y director        |
| 2004 | One by One                                                     | Animador                  |
| 2005 | The Origin of Stitch                                           | Animador                  |
| 2008 | Wild About Safety: Timon and Pumbaa Safety Smart at Home!      | Animador                  |
| 2009 | Wild About Safety: Timon and Pumbaa Safety Smart Goes Green!   | Animador                  |
| 2009 | Wild About Safety: Timon and Pumbaa Safety Smart In the Water! | Animador                  |
| 2011 | The Smurfs: A Christmas Carol                                  | Animador                  |
| 2011 | Kung Fu Panda: Secrets of the Masters                          | Animador                  |
| 2016 | Norm of the North                                              | Historia adicional        |
| 2017 | Bunyan and Babe                                                | Voz                       |
| 2017 | Animal Crackers                                                | Director                  |
| 2017 | Beast of Burden                                                | Productor ejecutivo       |
| 2018 | Mary Poppins Returns                                           | Animador                  |
| 2019 | Red Shoes and the Seven Dwarfs                                 | Director de voces         |
| 2021 | Space Jam: A New Legacy                                        | Animador                  |